# Campionati europei di pentathlon moderno 1993
I campionati europei di pentathlon moderno 1993 si sono svolti a Sofia, in Bulgaria, dove si sono disputate le gare maschili individuali ed a squadre, ed a Győr, in Ungheria, dove si sono disputate le gare femminili individuali ed a squadre.

## Risultati

### Maschili
| Evento              | Oro                                               | Argento       | Bronzo             |
| Individuale         | Richard Phelps                                    | László Fábián | Sébastien Deleigne |
| A squadre           | Ungheria László Fábián Attila Mizsér Ádám Madaras | Rep. Ceca     | Russia             |
| Staffetta a squadre | Ungheria László Fábián Attila Mizsér Ádám Madaras | Francia       | Bulgaria           |

### Femminili
| Evento      | Oro                                                | Argento                                                         | Bronzo         |
| Individuale | Kim Raisner                                        | Elizaveta Suvorova                                              | Edyta Małoszyc |
| A squadre   | Germania Kim Raisner Sabine Krapf Gabriele Ginsner | Russia Elizaveta Suvorova Ekaterina Boldina Tatyana Chernetskay | Italia         |

## Medagliere
| Posizione | Paese         |   |   |   | Totale |
| --------- | ------------- | - | - | - | ------ |
| 1         | Ungheria      | 2 | 1 | 0 | 3      |
| 2         | Germania      | 2 | 0 | 0 | 2      |
| 3         | Gran Bretagna | 1 | 0 | 0 | 1      |
| 4         | Russia        | 0 | 2 | 1 | 3      |
| 5         | Ungheria      | 0 | 1 | 1 | 2      |
| 6         | Rep. Ceca     | 0 | 1 | 0 | 1      |
| 7         | Bulgaria      | 0 | 0 | 1 | 1      |
| 7         | Italia        | 0 | 0 | 1 | 1      |
| 7         | Polonia       | 0 | 0 | 1 | 1      |
| Totale    | Totale        | 5 | 5 | 5 | 15     |